# Mefistofeles i Underverdenen
Mefistofeles i Underverdenen er en fransk stumfilm fra 1903 af Georges Méliès.